# Комары-звонцы
Комары-звонцы, или комары-дергуны, или хирономиды (лат. Chironomidae) — семейство из отряда двукрылых. 7046 видов. Свое название комары получили из-за характерного звука, который возникает из-за высокой частоты взмахов крыльев (до 1000 в секунду). Взрослые особи, за редкими исключениями, не питаются, их ротовые органы недоразвиты. Личинки комаров-звонцов, некоторые из которых известны как мотыль, живут в придонном иле. Личинки питаются детритом и микроорганизмами, некоторые являются хищниками. Комары-звонцы безвредны для человека, во взрослом состоянии питаются нектаром и медвяной росой. Встречаются повсеместно, включая Антарктиду (Belgica antarctica), открытый океан (Pontomyia natans), пещеры (Troglocladius hajdi) и термальные источники.  

## Описание
Хирономиды (лат. Chironomidae), или комары-звонцы — повсеместно распространённое и наиболее многочисленное семейство длинноусых двукрылых, процветающее в современных условиях благодаря своей экологической пластичности. В стадии личинки хирономиды проводят наиболее длительный период жизни, который составляет от нескольких недель до двух лет. Высокая степень экологической пластичности, выработавшаяся в процессе эволюции этого семейства насекомых, дает им широкие возможности для освоения новых, создаваемых человеком местообитаний. В благоприятных условиях обитания личинки хирономид доминируют над другими донными беспозвоночными рек и озёр. Они часто играют важную роль в сообществах, перерабатывая органическое вещество в минеральное, а также участвуют в самоочищении водной среды.

## Происхождение
Хирономиды имеют длительную филогенетическую историю. В ископаемом состоянии известны с верхнего триаса. В верхней юре были уже многочисленны Chironomidae из подсемейств Podonominae и Tanypodinae — бентосные альгофагисоскребатели. Водные двукрылые появились позднее многих водных насекомых и должны были встраиваться в уже существующие сообщества. С эвтрофированием водоёмов связывают появление фильтраторов подсемейства Chironominae. Именно пелофилы этого подсемейства наиболее богато представлены в современных озёрах. 

## Биология
Хирономиды достигли наивысшей ступени в адаптации личинок к дыханию в водной среде. Они освоили лотические и лентические системы, глубокие и мелкие, временные и постоянные, пресноводные и гипергалинные водоёмы, богатые и бедные кислородом, холодные и тёплые воды, а также периферические части океана и некоторые наземные местообитания с высокой влажностью. А также успешно приспособились к широким градиентам температур, pH, солёности, содержания кислорода, скорости течения и загрязнённости. Во многих водных экосистемах до 50 % видов макро беспозвоночных составляют Chironomidae. Изменения обилия хирономид в донных биоценозах водоёмов связаны с их переходом от преимагинальной стадии к имагинальной, то есть с гетеротопным (воздушно-водным) образом жизни.
Немаловажное значение в расселении личинок хирономид имеет откладка яиц. Некоторые исследователи считают, что самки хирономид откладывают яйца в местах скопления экзувиев куколок, то есть туда, где происходит массовый вылет комаров и занимаемая ниша становится временно свободной. По мнению других, избираемой зоной для откладки яиц являются места обитания личинок, где происходит их развитие. Однако выбор мест откладки яиц самками может зависеть от условий, необходимых для эмбрионального развития насекомых. Поэтому самки реофильного фаунистического комплекса откладывают прикреплённые кладки на твёрдом субстрате берегов, эмбриональное развитие протекает в условиях увлажнения, а не в воде. А самки лимнофильного фаунистического комплекса откладывают неприкреплённые, опускающиеся в придонные слои кладки, следовательно, эмбриональное развитие происходит в водной среде. Личинки хирономид могут проникать как из рек в озера, так и из озёр в реки.
Личинки комара-звонца Polypedilum vanderplanki являются наиболее сложными известными организмами, способными переносить высыхание.
В рамках космического эксперимента «Биориск» личинки в высушенном состоянии пробыли больше года в открытом космосе на внешней стороне МКС, при этом более 80 % личинок выжили.

## Систематика
Систематика хирономид в настоящее время является интенсивно развивающейся областью энтомологии. В последнее время она получила новый импульс в развитии после внедрения методов кариосистематики, и открытия видов-близнецов, хорошо различающихся по кариотипам и плохо по морфологии. Если ранее систематика хирономид осложнялась разрозненностью определительных систем для преимагинальных стадий развития, изучавшихся гидробиологами и имагинальных стадий, изучавшихся энтомологами, то в настоящее время проблемой является сопоставление данных систематиков-морфологов и систематиков-цитологов.
Первым руководством по морфологии и систематике личинок и куколок хирономид в России была работа Н. Н. Липиной «Личинки и куколки хирономид», которая включала информацию о 80 формах этих насекомых. Но уже к 1940-м годам число изученных видов и форм увеличилось почти втрое, потребовалось создание нового определителя хирономид. Следующей вехой в исследовании личинок явился определитель А. А. Черновского. Он хорошо понимал большое значение этой группы двукрылых, поскольку как гидробиолог сталкивался с проблемой таксономического определения личинок того или иного вида. Он первый среди отечественных систематиков поставил перед собой задачу составить такой определитель, чтобы им могли пользоваться не только гидробиологи, но и энтомологи, экологи, а также представители других специальностей. В своей монографии помимо определительных таблиц, А. А. Черновский большое внимание уделил биологии личинок, методикам сборов материала, выведения из личинок последующих стадий развития и приготовления постоянных препаратов. Он настоятельно призывал исследователей выводить имаго из личинок и куколок для получения полной картины всех стадий развития конкретного вида и возможности описания его морфологических признаков в процессе метаморфоза. Это значительно облегчило и сделало бы более точным определение видов.
А. А. Черновский для основы таксономической структуры привёл систему Гетгебура (Goetghebuer), внеся в неё некоторые оригинальные изменения, разделив палеарктических представителей Chironomidae на 7 подсемейств: Tendipedinae (Chironominae), Orthocladiinae, Corynoneurinae, Clunioninae, Podonominae, Pelopiinae и Diamesinae. Определительные таблицы Черновского характеризуются чёткостью формулировок и блестяще иллюстрированы, они до сих пор используются биологами разных профилей, а предложенная им система семейства меняется незначительно и, в основном, только дополняется (Петрова и др., 2004).
По данным Макарченко Е. А. в 2005 году для мировой фауны хирономид было известно не менее 5000 видов из 440 родов и 11 подсемейств: Tanypodinae, Aphroteniinae, Podonominae, Usambaromyiinae, Buchonomyiinae, Chilenomyiinae, Diamesinae, Prodiamesinae, Orthocladiinae, Chironominae и Telmatogetoninae. Хирономиды подсемейств Aphroteniinae, Usambaromyiinae и Chilenomyiinae распространены лишь в Южном полушарии, все остальные представлены в зоогеографических областях Северного полушария. Для Палеарктики зарегистрировано более 1500 видов из 217 родов 8 подсемейств, для Неарктики — 1051 вид из 205 родов. Все эти сведения в первую очередь относятся к имаго. Преимагинальные стадии развития известны в лучшем случае для трети таксонов. Согласно опубликованным в 2008 году данным Леонарда Феррингтона-мл. фауна хирономид содержит в общей сложности 339 родов и 4147 видов.
В окружающей среде отмечают места обитания хирономид, которые имеют высокую концентрацию неописанных видов:
- прерывистые и эфемерные водные среды обитания;
- реки и озера наиболее экстремально низких широт главной северной или южной горных цепей (например, южные скалистые горы в Аризоне);
- высоко расположенные ручьи и реки;
- океанические архипелаги[9].

## Подсемейства
- Aenneinae
- Aphroteniinae
- Buchonomyiinae
- Chilenomyiinae
- Chironominae
- Diamesinae
- Orthocladiinae
- Podonominae
- Prodiamesinae
- Tanypodinae
- Telmatogetoninae
- Usambaromyiinae

## Хозяйственное значение
Хирономиды служат ценным кормовым объектом для бентосоядных промысловых рыб. Эти амфибиотические насекомые успешно используются учёными в качестве индикаторов степени загрязнения рек и трофности озёр. 
В ядрах клеток слюнных желез личинки имеют политенные хромосомы и поэтому широко применяются в лабораторных исследованиях цитогенетиками и молекулярными биологами как в качестве моделей изучения процессов биосинтеза и анализа морфогенетической основы внутривидовой дивергенции, так и в качестве объектов цитогенетических исследований.
Продукты жизнедеятельности личинок комаров-звонцов, вызревающих в лиманах Азовского моря, образуют на дне лечебную грязь, в связи с чем в 2007 году в Бердянске комару-звонцу был установлен памятник.